# Roomgracht

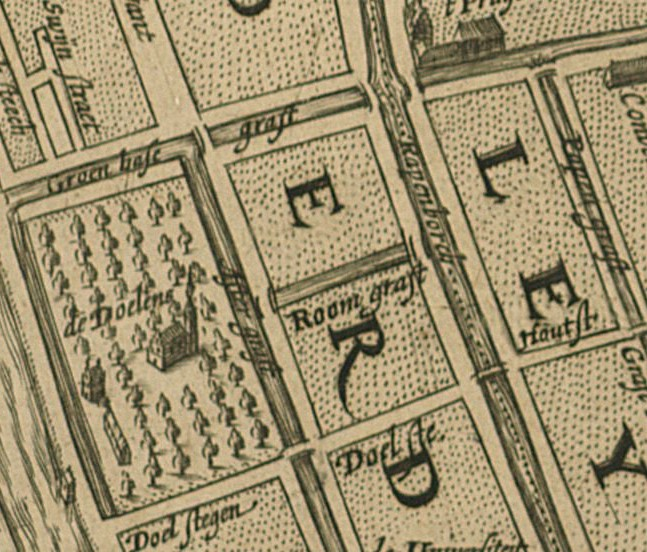
Uitsnede uit een kaart van Leiden, van de hand van Jan Pieterszoon Dou (1614)

De Roomgracht is een verdwenen gracht in de Nederlandse stad Leiden. De gracht liep van het Rapenburg naar de Doelengracht, ongeveer halverwege Doelensteeg en Groenhazengracht. De gracht werd genoemd naar het Klooster Roma en ze vormde vermoedelijk een scheiding tussen het gedeelte voor de nonnen en dat van de lekenzusters. De gracht had een breedte van 3,35 m.
Bij de bouw van het pand Rapenburg 39 in 1630/35 werd het deel onder het huis overkluisd. De rest van de gracht werd omstreeks 1756 overkluisd. Later moet de overkluizing zijn afgebroken en de gracht zijn gedempt. Anno 2018 rest nog slechts de overkluizing onder Rapenburg 39. In de walmuur van het Rapenburg is de voormalige uitstroomopening met een gemetselde boog aangegeven.